# Фузіне
Фузіне (італ. Fusine) — муніципалітет в Італії, у регіоні Ломбардія,  провінція Сондріо.
Фузіне розташоване на відстані близько 520 км на північний захід від Рима, 90 км на північний схід від Мілана, 11 км на захід від Сондріо.
Населення — 582 особи (2014).

## Демографія
Населення за роками:

Станом на 1 січня 2023 року в муніципалітеті офіційно проживало 29 іноземців з 12 країн, серед них 4 громадяни країн Євросоюзу та 1 громадянин України.

## Сусідні муніципалітети
- Бербенно-ді-Вальтелліна
- Чедраско
- Колорина
- Фопполо
- Форкола
- Посталезіо
- Тартано